# Пјана Моцоне (Кјети)
Пјана Моцоне (итал. Piana Mozzone) је насеље у Италији у округу Кјети, региону Абруцо.
Према процени из 2011. у насељу је живело 128 становника. Насеље се налази на надморској висини од 111 м.